# Saint-Antoine-la-Forêt

Saint-Antoine-la-Forêt este o comună în departamentul Seine-Maritime, Franța. În 1 ianuarie 2022 avea o populație de 1.101 de locuitori.